# 786 Bredichina
A 786 Bredichina (ideiglenes jelöléssel 1914 UO) a Naprendszer kisbolygóövében található aszteroida. Franz Kaiser fedezte fel 1914. április 20-án.